# Бона Деа

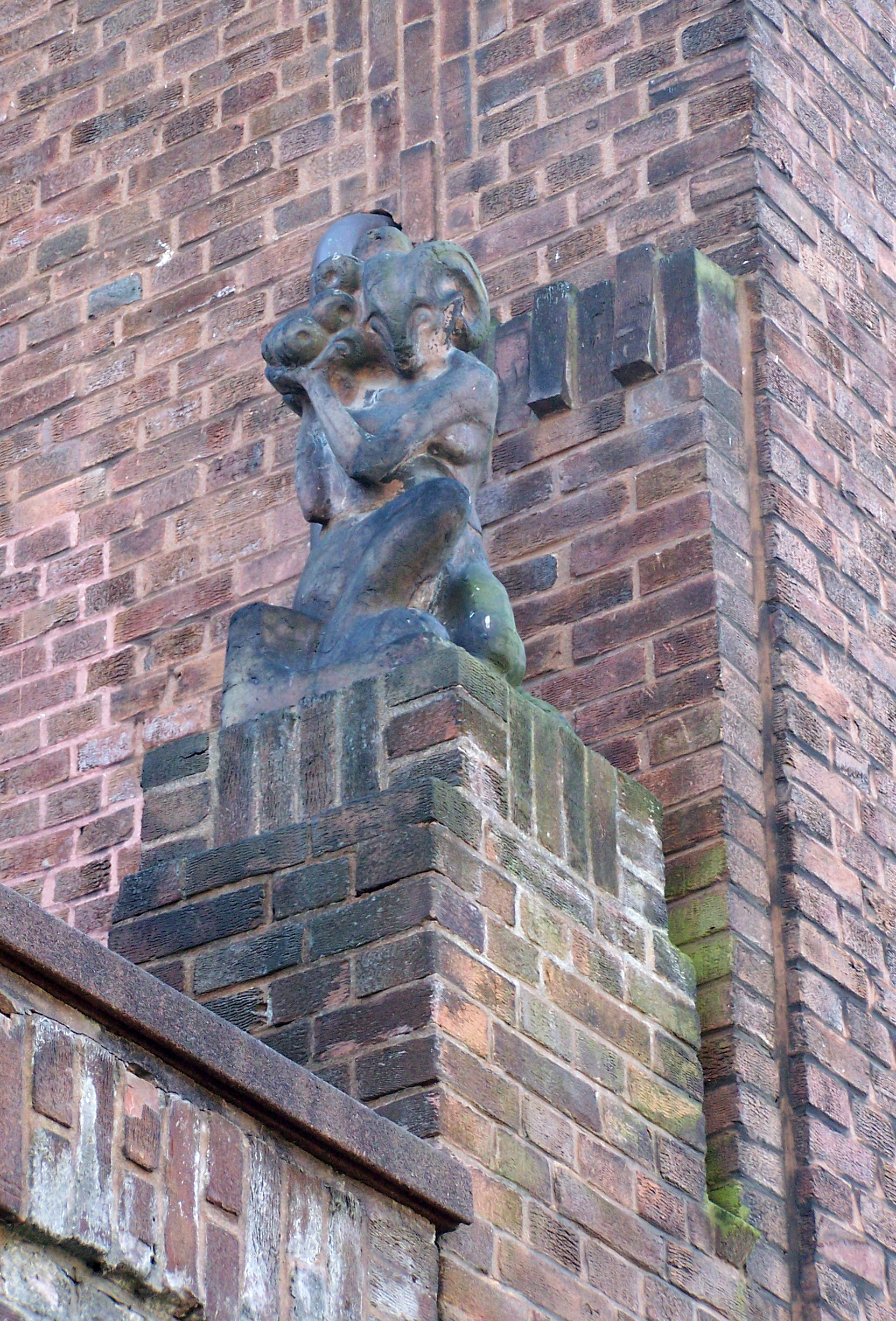
Bona Dea

Бо́на Де́а (лат. Bona Dea — добра богиня) — римська богиня родючості й достатку.
Інколи під цим іменням розуміли Фавну, Кібелу або Прозерпіну.
Греки називали її Гінекеєю, тобто богинею жінок.
Корнелій Лабій ототожнював Б. д. із Землею або Майєю, італійською богинею, покровителькою плодоносної землі.
Беотійці називали цю богиню Семелою, інші племена — Медсі.
У богині було два щорічні фестивалі.  Один із них проводився у її Авентинському храмі;  інший влаштовувався дружиною римського старшого річного магістрату для запрошеної групи елітних матрон та служниць.  Останній фестиваль набув скандальної популярності.  В 62 році до н. е., коли політика Публія Клодія Пулчера судили за його втручання в обряди, нібито він схилився до того, що спокусив дружину Юлія Цезаря. Цезар з нею пізніше розлучився, тому що «дружина Цезаря має бути поза підозрою». Ритуали залишалися предметом чоловічої цікавості та спекуляцій, як релігійних, так і профанних.
Культ Бони Деа у місті Римі очолювалися весталками і черницями Бони Деї. Вціліла статуя показує її як спокійну римську матрону з рогом достатку і змією.  Особисті присвяти їй засвідчені серед усіх класів римського суспільства, особливо серед плебеїв, вільновідпущених та жінок, а також рабів.  Приблизно третина присвят їй належить чоловікам, деякі з яких, можливо, були на законних підставах залучені до її культу.

## Назва, імена та походження
Bona Dea ("The Good Goddess") - ім'я, почесне звання та шанобливий псевдонім;  справжнє чи культове ім'я богині невідоме.  Її інші, менш поширені імена або псевдоніми включають Feminea Dea ("Богиня жінок"), Laudanda ... Dea ("Богиня, яку треба вихваляти"), та Sancta ("Свята").  Вона є богинею "не певного типу", що має кілька коренів та ряд різних характеристик і функцій. 
Ґрунтуючись на тому, що вони знали про її обряди та атрибути, римські історики розмірковували про її справжнє ім'я та особистість. Фест описує її як ідентичну з "богинею жінок" на ім'я Дамія, яку Жорж Дюмезіль розглядає як давнє викривлення грецького "Деметра".  Наприкінці імператорської  епохи неоплатоністський автор Макробій ідентифікує її як універсальну богиню землі, епітет Майї, Терри або Кібеле, якому поклоняються під іменами Опса, Фауни та Фатуї. Автор-християнин Лактаніус, стверджуючи, що його джерелом є пізньореспубліканський полімат Варро, описує її як дружину і сестру Фауна, названих "Фента Фауна" або "Фента Фатуа" (Фента "пророк" або  "дурень") 

## Міфологія
Цицерон не згадує жодного міфу, що стосується Бона Деа.  Пізніші римські вчені пов'язали її з богинею Фауною, центральною фігурою в міфі про аристократичну підставу Латіума, який, таким чином, знову став римською моральною байкою.  Відомо кілька варіантів: Фауна – дочка, дружина або сестра Фаунуса. Фаунус був сином Пікуса і був першим царем латинян, наділеним даром пророцтва.  У римській міфології він був пастирським богом і захисником стад, зі святинею та оракулом на Авентіні, іноді ототожнюється з інуями, а пізніше з грецьким Пеном. Фауна мала схожі здібності та повноваження щодо жінок.  У версії Плутарха смертна Фауна таємно напивається вина, яке їй заборонено.  Коли Фаунус дізнається про це, він побиває її міртами;  за версією Лактанція, Фаун забиває її до смерті, жалкує про скоєне та обожествляє її. Сервій виводить імена Фаунуса і Фауни колективно Фатуї, з фарі (пророкувати) їх також називають Фатуї, тому що вони вимовляють божественне пророцтво в стані заціпеніння. Макробій пише, що Бона Деа "Була дочкою Фауна, і що вона чинила опір любовним домаганням свого батька, який закохався в неї, тому він навіть бив її міртами за те, що вона не піддавалася його бажанням, хоча він напоїв її вином. Вважається, що батько перетворився на змія і під цим приводом злягався зі своєю дочкою." Макробій посилається на образ змія в обрядах богині до цього міфічного перетворення і до живих, нешкідливих зміїв, які тинялися храмом богині.  
Варро пояснює виключення чоловіків із культу Бона Деа як наслідок її великої скромності;  ніхто, крім чоловіка, ніколи не бачив її та не чув її імені.  Для Сервія це робить її взірцем цнотливої жіночності.  Швидше за все, щойно міфологія Фауни, здавалося, дала пояснення таємничому культу Бони Деа, міф розвинувся побічно, щоб відповідати тому нечисленному, що було відомо про цю практику.  У свою чергу, культова практика, можливо, змінилася, щоб підтримати доброчесне ідеологічне послання, яке вимагається від міфів, особливо під час серпневих релігійних реформ, які ототожнили Бону Деа з імператрицею Лівією. 